# مانوک پاریکیان
مانوک استپانی پاریکیان (ارمنی: Մանուկ Ստեփանի Բարիքյան؛ انگلیسی: Manoug Parikian؛ ‏۱۵ سپتامبر ۱۹۲۰ – ۲۴ دسامبر ۱۹۸۷) یک نوازنده ویولن کنسرت و مربی ویولن ارمنی‌تبار اهل بریتانیا بود.

## زندگی‌نامه
پاریکیان از والدینی ارمنی در ۱۵ سپتامبر ۱۹۲۰ در مرسین به دنیا آمد. وی در لندن تحصیل نمود. وی نخستین اجرای را در سال ۱۹۴۷ انجام داد. پاریکیان در آکادمی سلطنتی موسیقی تدریس می‌کرد. پاریکیان به عنوان مربی ویولن در دانشگاه رویال موزیک لندن و دانشگاه آکسفورد فعالیت می‌کرد. او در زمینه ضبط آثار موسیقی نیز فعالیت داشت و به عنوان نوازنده ویولن در بیش از ۳۰۰ ضبط موسیقی مشارکت داشت. وی در سال ۱۹۵۷ با دایانا پاریکیان ازدواج نمود. پاریکیان در سال ۲۴ دسامبر ۱۹۸۷ در سن ۶۷ سالگی در آکسفورد درگذشت.